# 일일시호일
《일일시호일》(日日是好日, Every Day a Good Day)은 2018년 10월에 개봉한 일본의 드라마 영화이다. 오모리 타츠시가 감독과 각본을 맡았다. 일본에서는 2018년 10월 13일에, 대한민국에서는 2019년 1월 17일에 개봉되었다.

## 줄거리
“당신의 일상이 변하는 차 한 잔의 마법” - 스무살의 노리코는 아직 자신이 하고 싶은 것을 찾지 못했다. 우연히 시작하게 된 다도가 그녀의 일상에 스며들면서 취업의 문턱에서 좌절할 때에도 소중한 사람을 잃고 마음의 방황기를 거칠 때에도 따스한 찻물이 그녀의 매일 매일을 채우기 시작한다.

## 출연진
- 키키 키린 - 다케타 역
- 쿠로키 하루 - 노리코 역
- 타베 미카코 - 미치코 역
- 마유 하라다 - 타도로코 역
- 츠루미 신고 - 노리코의 아버지 역
- 코리야마 후유카 - 노리코의 어머니 역
- 오카모토 치히로 - 노리코의 남동생 역
- 츠루타 마유 - 유키노 역
- 타카자와 메구미 - 유미코 역
- 카와무라 사야 - 사나에 역
- 야사시타 미즈키 - 히토미 역
- 아라마키 젠키